# Сондер (лунный кратер)
Кратер Сондер (лат. Saunder) — крупный ударный кратер в центральной экваториальной области видимой стороны Луны. Название присвоено в честь британского математика и селенографа Сэмюэла Артура Сондера (1852—1912) и утверждено Международным астрономическим союзом в 1935 г.

## Описание кратера
Ближайшими соседями кратера Сондер являются кратеры Гиппарх и Хоррокс на западе; кратер Пикеринг на северо-западе; кратер Ладе на севере-северо-востоке; кратер Линдсей на востоке-юго-востоке и кратер Хайнд на юге-юго-западе. Селенографические координаты центра кратера 4°16′ ю. ш. 8°43′ в. д. / 4,26° ю. ш. 8,72° в. д., диаметр 44,4 км, глубина 640 м.
Кратер Сондер имеет полигональную форму и практически полностью разрушен. Вал имеет многочисленные разрывы и фактически представляет собой кольцо отдельных пиков и хребтов. Дно чаши кратера затоплено и выровнено лавой, испещрено множеством мелких кратеров.

## Сателлитные кратеры
| Сондер | Координаты                                          | Диаметр, км |
| ------ | --------------------------------------------------- | ----------- |
| A      | 4°01′ ю. ш. 12°16′ в. д. / 4,01° ю. ш. 12,26° в. д. | 7,4         |
| B      | 3°56′ ю. ш. 9°49′ в. д. / 3,93° ю. ш. 9,81° в. д.   | 5,6         |
| C      | 2°46′ ю. ш. 10°31′ в. д. / 2,77° ю. ш. 10,52° в. д. | 3,4         |
| S      | 2°23′ ю. ш. 9°44′ в. д. / 2,38° ю. ш. 9,74° в. д.   | 3,2         |
| T      | 4°04′ ю. ш. 10°23′ в. д. / 4,07° ю. ш. 10,39° в. д. | 4,9         |

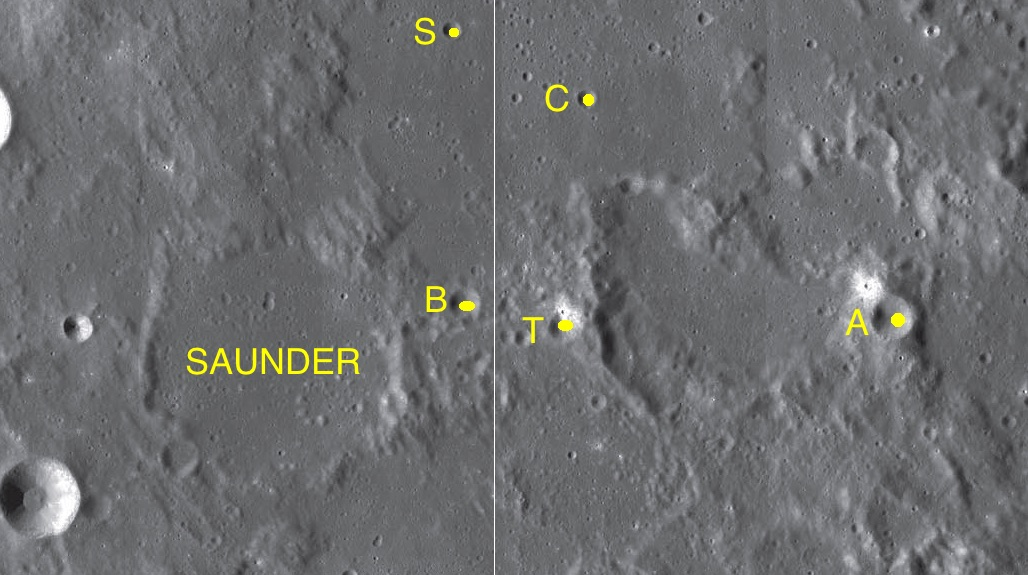
Фрагменты карт LAC-77, LAC-78.

- Сателлитный кратер Сондер A включен в список кратеров с яркой системой лучей Ассоциации лунной и планетарной астрономии (ALPO)[4].

## См.также
- Список кратеров на Луне
- Лунный кратер
- Морфологический каталог кратеров Луны
- Планетная номенклатура
- Селенография
- Минералогия Луны
- Геология Луны
- Поздняя тяжёлая бомбардировка